# Norma operacional
Em matemática, sobretudo na análise funcional define-se a norma operatorial de um operador linear limitado {\displaystyle T:X\to Y\,}, em que {\displaystyle X\,} e {\displaystyle Y\,} são espaços normados, como:
{\displaystyle \|T\|=\sup _{x\in X:\|x\|\neq 0}{\frac {\|Tx\|}{\|x\|}}\,}